# Аннолесе (Лодзинське воєводство)
Аннолесе (пол. Annolesie) — село в Польщі, у гміні Русець Белхатовського повіту Лодзинського воєводства.
Населення — 157 осіб (2011).
У 1975-1998 роках село належало до Серадзького воєводства.

## Демографія
Демографічна структура станом на 31 березня 2011 року:
|          | Загалом | Допрацездатний вік | Працездатний вік | Постпрацездатний вік |
| -------- | ------- | ------------------ | ---------------- | -------------------- |
| Чоловіки | 84      | 12                 | 66               | 6                    |
| Жінки    | 73      | 13                 | 42               | 18                   |
| Разом    | 157     | 25                 | 108              | 24                   |